# Nutanix
Nutanix, Inc. es una empresa estadounidense de computación en la nube que vende software para centros de datos y despliegues híbridos de nubes múltiples. Esto incluye software para virtualización, Kubernetes, base de datos como servicio, redes definidas por software, seguridad y almacenamiento definido por software para almacenamiento de archivos, objetos y bloques. 

## Historia
Dheeraj Pandey, Mohit Aron y Ajeet Singh fundaron Nutanix el 23 de septiembre de 2009. A principios de 2013, Aron abandonó Nutanix para fundar Cohesity, una empresa privada de almacenamiento de datos informáticos . 
Las empresas de capital riesgo invirtieron 312,2 millones de dólares en cinco rondas de financiación en Nutanix. La empresa alcanzó una valoración de mil millones de dólares en 2013, lo que la hizo conocida como una "startup unicornio".  Recaudó 140 millones de dólares en una ronda de financiación Serie E en 2014, valorando la empresa en aproximadamente dos mil millones de dólares.  Entre los patrocinadores de Nutanix se encontraban Lightspeed Venture Partners, Khosla Ventures y Blumberg Capital. 
Nutanix solicitó una oferta pública de venta (OPV) en diciembre de 2015, informando de una pérdida neta en su año fiscal finalizado en julio de 2015 de 126 millones de dólares.  En agosto de 2016, Nutanix anunció que había adquirido PernixData. 
En la OPV del 30 de septiembre de 2016 se recaudaron unos 230 millones de dólares tras vender 14,87 millones de acciones a un precio de 16 dólares.   Fue la mayor OPV respaldada por capital riesgo de 2016 en Estados Unidos.  Los analistas esperaban que la oferta pública de Nutanix se retrasara. 
Nutanix se asoció con IBM en mayo de 2017 para crear una serie de dispositivos de hardware para centros de datos que utilizan IBM Power Systems para aplicaciones empresariales. 
En marzo de 2018, Nutanix anunció la adquisición de Minjar, con sede en Bangalore  y Netsil,  una startup de monitorización de aplicaciones en la nube con sede en San Francisco. Ese mismo año, Nutanix adquirió la startup de DaaS Frame. 
El 1 de junio de 2019, Nutanix nombró a Brian Stevens miembro de su consejo de administración.  En marzo de 2020, Sohaib Abbasi se incorporó al consejo de administración de la empresa. 
Debido a la pandemia de COVID-19, Nutanix anunció un recorte de personal que afectó a unos 1500 empleados en abril de 2020.  En junio de 2020, Nutanix incorporó a Virginia Gambale a su consejo de administración.  En diciembre de 2020, Pandey fue reemplazado como director ejecutivo por Rajiv Ramaswami, que había sido director de operaciones en VMware .  VMware presentó una demanda, alegando un conflicto de intereses, pero abandonó la lucha legal un año más tarde. 
En 2021, la empresa pasó de fabricar dispositivos de hardware a centrarse en software de suscripción.  
En 2022, MinIO alegó que Nutanix había estado violando la licencia de software libre de MinIO durante los últimos tres años, con el fracaso de las negociaciones de buena fe sobre el asunto y la revocación de la licencia de Nutanix como consecuencia. 

### Adquisiciones
| Fecha          | Compañía        | Descripción                                                                               | Referencias |
| -------------- | --------------- | ----------------------------------------------------------------------------------------- | ----------- |
| Agosto de 2016 | PernixData      | Software para virtualizar la memoria flash y la memoria de acceso aleatorio del servidor. | [ 25 ]      |
| Agosto de 2016 | calma.io        | Plataforma de automatización DevOps                                                       | [ 26 ]      |
| Marzo de 2018  | Netsil          | Startup de supervisión de aplicaciones en la nube                                         | [ 27 ]      |
| Marzo de 2018  | Minjar          | El creador de Botmetric, un servicio para nubes públicas.                                 | [ 28 ]      |
| Agosto de 2018 | MainFrame2 Inc. | Entrega de aplicaciones y escritorios Windows basados en la nube                          | [ 29 ]      |

## Operaciones
Nutanix combina almacenamiento, computación y virtualización. Las familias de productos de software de la empresa incluyen Acropolis, Prism, Era, Frame y Files.     En 2015, se informó de que Nutanix había creado un hipervisor basado en Linux KVM, llamado AHV (Acropolis HyperVisor) con el fin de facilitar la gestión de la infraestructura informática. 
Nutanix comercializó sus productos como "infraestructura hiperconvergente".  En 2020, la empresa cambió a un modelo de negocio de suscripción . 